# Метрополь (отель, Вена)
«Метропо́ль» — бывший роскошный отель (гостиница) в Вене.

## История
Отель сооружался в 1871—1873 годах по проекту архитекторов Карла Шумана и Людвига Тишлера для Всемирной выставки 1873 года в Вене на площади, которая в 1888 году была названа Морцинплац. Ранее на этом месте находился театр Theater am Franz-Josefs-Kai который сгорел в 1863 году. Четырёхэтажное здание было богато украшено коринфскими колоннами, кариатидами и атлантами. Внутренний двор был застеклен и имел богато украшенную столовый зал.

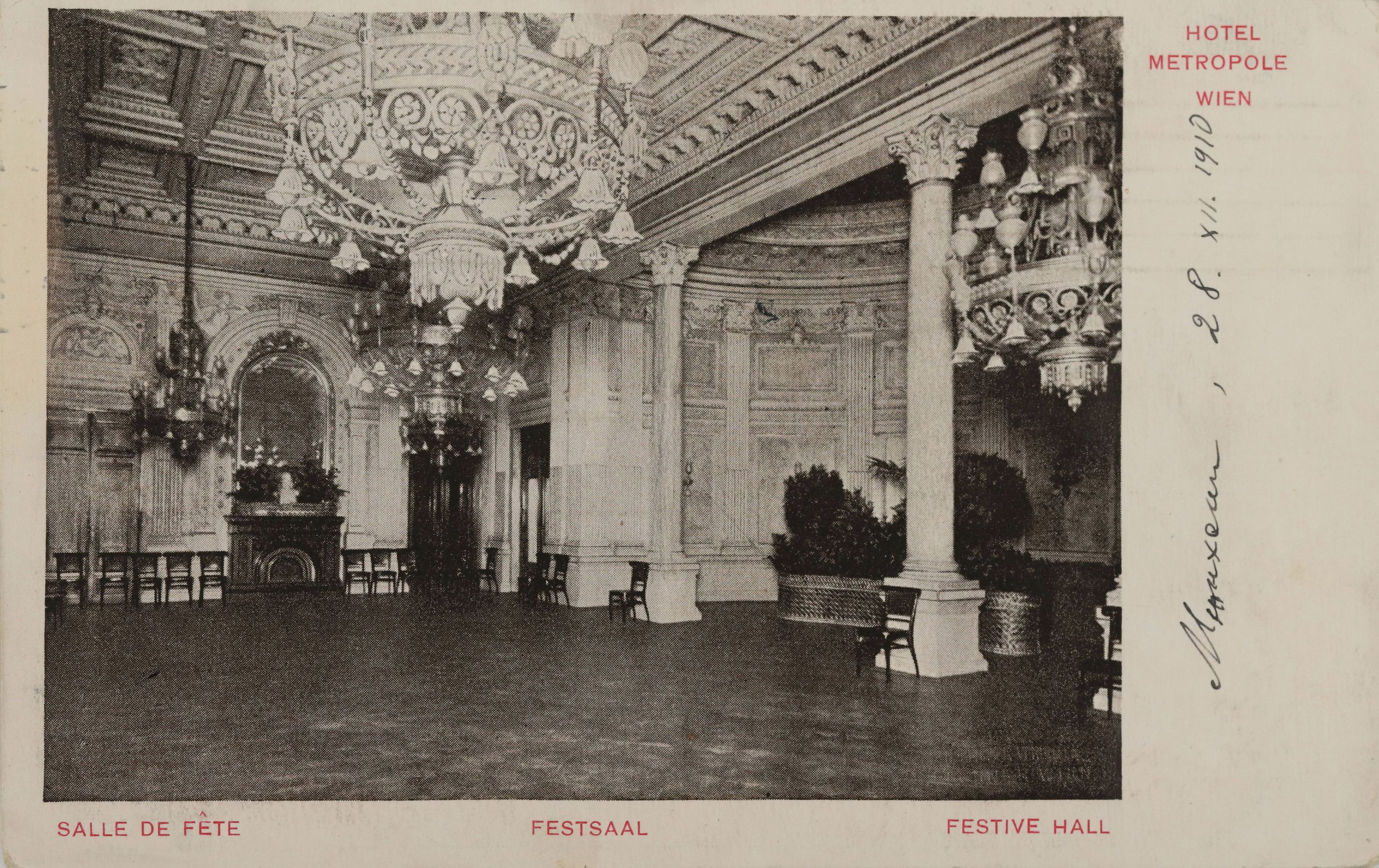
Парадный зал отеля

Знаменитым гостем «Метрополя» был Марк Твен, который в 1897—1899 годах находился в Вене. Здесь находилась штаб-квартира ткацкой фабрики отца Стефана Цвейга.
После аншлюса, в марте 1938 года, отель был конфискован Рейнхардом Гейдрихом для гестапо. Со штатом в 900 человек (80 процентов из которых были набраны из австрийской полиции) это было самое большое отделение гестапо за пределами Берлина. С марта 1938 по декабрь 1944 года первым начальником штаб-квартиры гестапо в Вене был мюнхенский советник по уголовным делам и бригаденфюрер СС Франц Йозеф Хубер, который также был инспектором полиции безопасности и СД. Его сменил штандартенфюрер СС Рудольф Мильднер.
12 марта 1945 года здание «Метрополя» сгорело во время сильного авианалета на Вену. Однако есть основания полагать, что в здании был устроен поджог самим гестапо в начале апреля 1945 года после относительно небольшого повреждения бомбой, чтобы уничтожить следы. Руины штаб-квартиры гестапо до сих пор можно увидеть в одном из кадров фильма «Третий человек», снятого в Вене в 1948 году. В этом же году остатки здания были снесены.